# Cárpatos ucranianos
Los Cárpatos Ucranianos es la parte de la cordillera de los montes Cárpatos que se encuentran situados en oeste de Ucrania. Ocupan unos  24.000 km² y administrativamente son parte del territorio de los óblasts de Leópolis, Ivano-Frankivsk y Chernivtsi. El pico más alto de los Cárpatos Ucranianos es el monte Hoverla, de 2061 m.